# Vepřová
Vepřová (en allemand : Wepschikau) est une commune du district de Žďár nad Sázavou, dans la région de Vysočina, en Tchéquie. Sa population s'élevait à 422 habitants en 2020.

## Géographie
Vepřová se trouve à 9,5 km au sud de Ždírec nad Doubravou, à 10 km au nord-ouest de Žďár nad Sázavou, à 29,5 km au nord-est de Jihlava et à 114 km au sud-est de Prague.

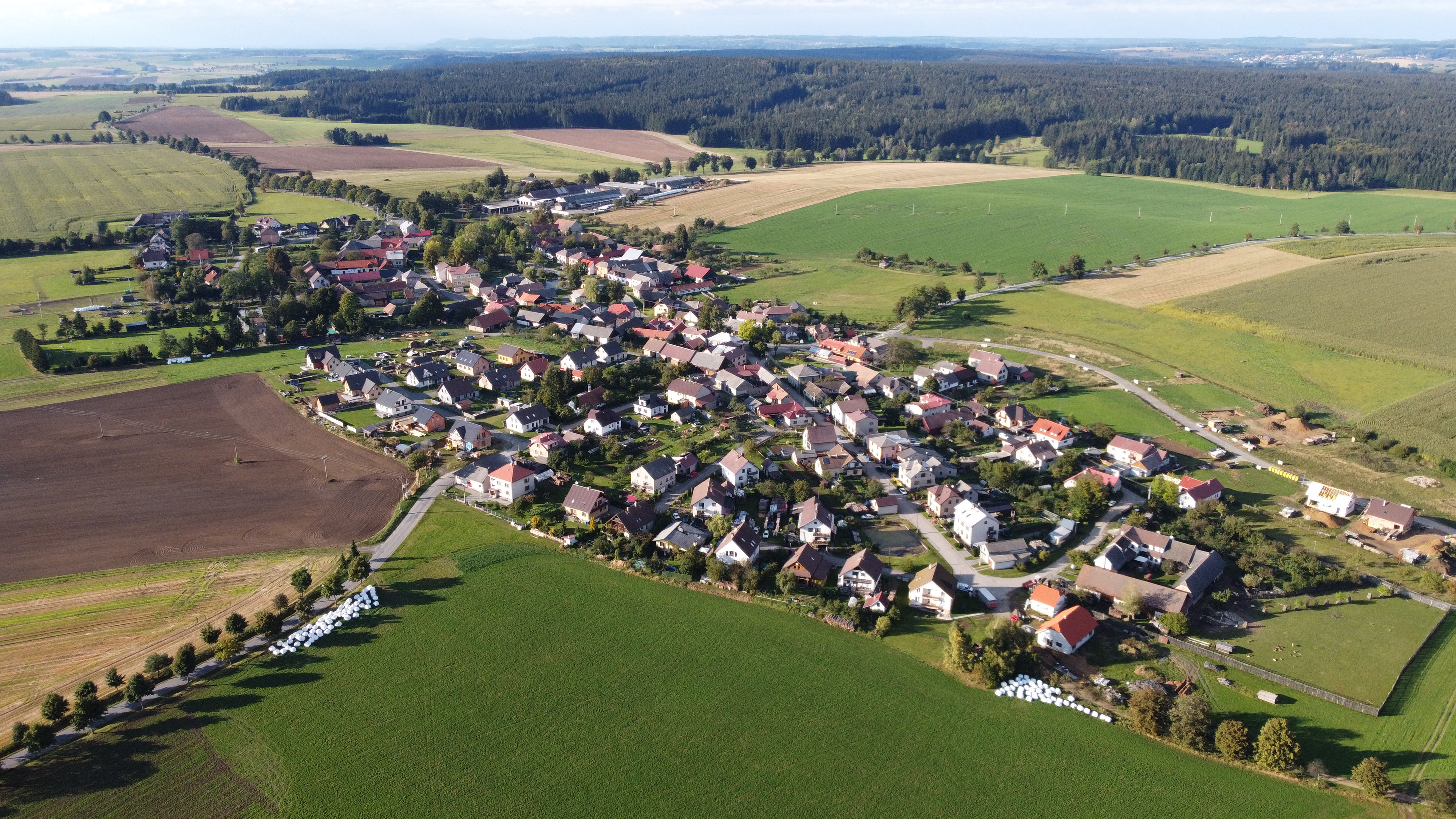
Veprova : vue générale.

La commune est limitée par Havlíčkova Borová au nord-ouest et au nord, par Radostín au nord, par Račín à l'est, par Velká Losenice au sud, par Malá Losenice au sud-ouest et par Modlíkov à l'ouest.

## Histoire
La première mention écrite de la localité date de 1502.

## Transports
Par la route, Vepřová se trouve à 13 km de Žďár nad Sázavou, à 40 km de Jihlava et à 147 km de Prague.